# Leopard 1
Leopard 1 je bio njemački glavni borbeni tenk koji je ušao u službu 1965. godine. Osim Njemačke, glavni borbeni tenk bio je i u Australiji, Grčkoj, Italiji, Kanadi i u još nekoliko europskih i južno američkih država. Glavno naoružanje čini njemačka verzija britanskog L7 105 mm topa. Leopard 1 poznat je po svojim dobrim terenskim sposobnosti i velikoj maksimalnoj brzine po teškim terenima. 
Razvoj Leoparda započeo je 1950-ih kao zajednički projekt njemačke i francuske, ali suradnja je prekinuta. Razvoj je nastavilo njemačko ministarstvo obrane, a serijska proizvodnja je počela 1965. godine. Ukupno je izgrađeno 6.485 Leoparda 1, od kojih su 4.744 bili tenkovi, a ostalih 1.741 su bila višenamjenska oklopna vozila i protuzrakoplovni (PZO) topovi. 
Do 1990., Leopard 1 bio je u većini vojska koje su ga rabile bio postupno povlačen u rezervu. U njemačkoj vojsci tenkovi Leopard 1 su povučeni 2003., dok su ostala vozila koja su napravljena na temelju njega još uvijek u uporabi. Na mjestu glavnog borbenog tenka njemačke vojske zamijenio ga je suvremeniji, Leopard 2.

## Vanjske poveznice
- (en/de) Leopard 1 na Krauss-Maffei Wegmann  Arhivirana inačica izvorne stranice od 28. listopada 2007. (Wayback Machine)
- (en) Leopard 1  Arhivirana inačica izvorne stranice od 27. rujna 2007. (Wayback Machine) na Scandinavian Armor
- (en) Borbeni tenk Leopard 1 A5 na FAS.org